# Хисамуддин (султан Селангора)
Султан Хисамуддин Алам Шах ибни Ал-Мархум Султан Алаиддин Сулейман Шах (англ. Sultan Sir Hisamuddin Alam Shah ibni Almarhum Sultan Sir Alaiddin Sulaiman Shah; 13 мая 1898, Шах-Алам, Селангор, Федерированные малайские государства — 1 сентября 1960, Куала-Лумпур, Малайзия) — султан Селангора, Верховный правитель Малайзии (Янг ди-Пертуан Агонг) (1960).

## Биография
Был третьим по старшинству сыном Аладдин Сулейман-шаха, занимавшим с 1898 по 1938 гг. трон султана Селангора. Окончил малайский колледж в Куала-Кангсаре.
В 1931 г. был удостоен звания Тенгку Лаксамана, вскоре возник спор о престолонаследии и в 1920 г. наследным принцем был объявлен сын султана от брака с принцессой Кедаха Муса Эддин. Однако впоследствии в результате дворцовых интриг британского резидента в Селангоре Теодора Самуэля Адамса Муса Эддин был отстранён от своей должности по обвинению в расточительстве и пристрастии к азартным играм, хотя местные жители были убеждены, что причиной произошедшего стал конфликт с британским резидентом. После переговоров с англичанами в обход второго по старшинству сына, Бадар Шаха, в 1936 г. наследником престола был провозглашён Хисамуддин.
После смерти отца, в апреле 1938 г., становится пятым султаном Селангора, а через год — королём. После оккупации султаната японской императорской армией передал управление Селангором старшему брату Муса Эддину, отказавшись сотрудничать с оккупационными войсками. После поражения Японии во Второй мировой войне вновь занял престол, тогда как Муса Эддину пришлось отправиться в изгнание на Кокосовые острова. 1 марта 1946 г. был председателем первого малайского конгресса в Куала-Лумпуре, который имел решающее значение для создания крупнейшей партии страны — Объединённой малайской национальной организации. В 1952 г., первым из малайских правителей, совершил хадж в Мекку. В 1953 г. принимал участие в коронации Елизаветы II.
После провозглашения независимости страны в 1957 г. был избран Заместителем Верховного правителя, а после смерти Абдул Рахмана становится Верховным правителем Малайзии. 1 сентября 1960 г., в день своей официальной инаугурации, он скоропостижно скончался.
Был похоронен в королевском мавзолее, недалеко от мечети султана Сулеймана,
В 1938 г. стал кавалером ордена Святого Михаила и Святого Георгия.